# Hiraea purpusii
Hiraea purpusii är en tvåhjärtbladig växtart som beskrevs av T. S. Brandeg.. Hiraea purpusii ingår i släktet Hiraea och familjen Malpighiaceae. Inga underarter finns listade i Catalogue of Life.